# Афонсу де Албукерке
Афонсу де Албукерке (на португалски: Afonso de Albuquerque), наричан още Велики и Португалският Марс, е португалски адмирал, изследовател и пътешественик. Неговите експедиции в Индийския океан поставят основите на Португалската колониална империя.

## Ранни години и кариера (1453 – 1503)
Роден е през 1453 година в Алхандра, близо до Лисабон, Португалия. 
Бащата на Алфонсу, Гонсалу де Албукерке, заема висок пост в двора на крал Афонсу V и произходът му е свързан с незаконна линия на португалското кралско семейство (династия Авис). Благодарение на това, бъдещият мореплавател се сдобива с отлично образование и става близък приятел на престолонаследника Жуау II.
След като навършва 16-годишна възраст заминава за Северна Африка, където служи десет години в португалските крайморски гарнизони, сражавайки се с мароканци и с османски пирати. През 1473 г., служи под командването на Афонсу V при превземането на Танжер и Арзиля, а три години по-късно придружава Жуау II по време на кампаниите му в Кастилия срещу инфантата Изабела и съпруга ѝ Фернандо Арагонски и участва в Битката при Торо.
През 1480 г. Афонсу е част от португалска експедиция изпратена в Неаполитания за да прогони нахлулата армия на Мехмед Фатих. Албукерке служи под командването на Фернандо Арагонски и съвместната иберийска акция се увенчава с успех. След прогонването на османците Албукерке се завръща в Португалия, където през 1481 г. е назначен за главен коняр на Португалия. През 1489 г. Албукерке се връща в Северна Африка, където е назначен за управител на крепостта Грациоза. През следващите седем години непрекъснато се сражава срещу маврите и губи един от братята си по време на обсадата на Арзиля през 1495 г.

## Експедиции в Индиите (1503 – 1515)

### Първа експедиция (1503 – 1504)
През 1503 г., четири години след завръщането на Вашку да Гама от първото пътешествие до Индия, новият португалски крал Мануел I изпраща Афонсу де Албукерке на експедиция натам, придружаван от своя родственик Франсишку. Той заобикаля нос Добра Надежда открива остров Честърфийлд (16º21`ю.ш., 43º58`и.д.) и достига до Индия. Помага на владетеля на Кочин да затвърди властта си, получавайки в замяна разрешение да построи португалска крепост в града - начало на португалските владения в региона.

### Операции в Персийския залив и Малабар (1504 – 1508)
Албукерке се завръща в Португалия през юли 1504 и е приет от крал Мануел I. Той му поверява командването на група от пет кораба, част от по-голям флот от 16 съда, който заминава за Индия през 1506 г. под командването на Тристан да Куня. След поредица успешни нападения на арабските градове по източния бряг на Африка, Албукерке се отделя от да Куня и заминава с корабите си към остров Ормуз в Ормузкия проток, по това време един от главните центрове на търговията в Изтока. Той пристига там на 25 септември 1507 г. и установява контрол над острова, но не успява да го задържи за дълго.
Със своя флот, нараснал до 8 кораба, Албукерке достига Малабарския бряг в края на 1508 г. и незабавно обявява, че кралят му е наредил да заеме мястото на губернатора Франсишку де Алмейда, но той отказва да приеме пълномощията на Албукерке и го изпраща в затвора, откъдето е освободен 3 месеца по-късно след пристигането на нов флот от Португалия през ноември 1509 година. Алмейда се връща в Европа, а Албукерке веднага демонстрира своята енергичност - започва да строи португалски крепости по западния бряг на Индостан и неговите кораби господстват над големите индийски пристанищни градове. Нито един търговски кораб не смее да плава в Индийския океан без португалски паспорт, тъй като португалски военни кораби охраняват важните морски пътища, водещи към бреговете на Индия, потопяват и пленяват кораби, плаващи в тези води без тяхно разрешение, а с моряците се разправят като с пирати. Арабските пристанищни градове по крайбрежието на Източна Африка са задължени да плащат данък на португалците. Те проникват в Червено море, завързват търговия с християнска Етиопия, нападат западните арабски пристанища и започват разузнаване във вътрешните райони на Африканския континент.

### Операции в Гоа и Малака (1510 – 1511)
Малко след неуспешно нападение на Каликут през януари 1510 г., в което самият Албукерке е тежко ранен, той обсажда и превзема Гоа (март 1510). Албукерке не успява да задържи града и го изоставя през август, но в края на ноември се връща с подкрепления и установява траен контрол над него. Португалците бързо укрепяват своята позиция. Албукерке дори отваря монетен двор в Гоа, който да захранва с португалска валута търговците в Индийския океан, които се оплакват от липсата на достатъчно злато и сребро под формата на монети. Гоа, която остава португалско владение до 1961, когато градът е предаден на Индия, се превръща в център на португалските владения в Азия.
През февруари 1511 г. Албукерке с флотилия от 19 кораба и армия от едва 1400 войници, от които над 200 са индуистки наемници, решава да превземе най-важния търговски център в Индийския океан – султаната Малака. Макар градът да е построен основно от дърво и да няма сериозни укрепления, гарнизонът му наброява 20 000 войници и около 2000 оръдия от различен калибър. Албукерке решава да действа дръзко – на 25 юли, португалците навлизат в устието на река Малака и завземат единствения мост, който свързва двете части на града. Градът е завладян на 24 август 1511 г. след тежка борба. Адмиралът остава в града близо година, за да укрепи позициите на португалската корона. На брега на Малака Албукерке основава наблюдателен пункт, чрез който португалците спират всички преминаващи през протока кораби, но не ги ограбват, а поставят на всеки от тях по един португалски моряк, който впоследствие докладва за морските търговски пътища в района, което значително спомага за изучаването на Индонезия и за получаването на достъп до богатите на подправки Молукски о-ви.

## Последни години (1511 – 1515)
В края на 1511 г. Албукерке заминава обратно за Малабар. По пътя при силна буря неговият кораб, „Флор де ла Мар“, превозващ натрупаните при завоюването на Малака съкровища, корабокрушира, потъва и самият той едва оцелява. През септември 1512 г. пристига в Гоа, където потушава едно въстание и укрепва града.
Афонсу де Албукерке получава нареждане от правителството да предприеме експедиция в Червено море и да установи там португалски контрол. През 1513 г. той обсажда Аден, столицата на Йемен, но е отблъснат. След това ръководи първия европейски флот, навлязъл в Червено море, но не постига особени успехи.
Последното военно начинание на Албукерке е второто нападение на Ормуз през 1515 г., завзет без съпротива.  Островът остава в португалски ръце до 1622 г.

## Наследството на Албукерке
В края на кариерата си Албукерке изпада в немилост. Той има врагове в португалския двор, които не пропускат възможност да настройват крал Мануел срещу него, а и неговото неразумно и тиранично поведение до голяма степен им помага. При завръщането си в Гоа след операцията в Ормуз Албукерке среща кораб от Европа, носещ заповед за смяната му с неговия личен враг Лопу Соареш де Албергария. Това е тежък удар за него и той умира на кораба си на 16 декември 1515.
Преди смъртта си Албукерке пише изпълнено с достойнство и вълнение писмо до краля, в което защитава поведението си и настоява синът му да получи почестите и наградите, които по право се падат на него. Тялото на Афонсу де Албукерке е погребано в Гоа.
Крал Мануел I, убеден със закъснение във верността на Албукерке и опитващ се да изкупи вината си, оказва големи почести на Афонсу, сина на адмирала. Той от своя страна публикува част от бележките на баща си под заглавие „Commentarios do Grande Affonso d'Alboquerque“.
Индийците в Гоа дълго помнят управлението на Афонсу де Албукерке като благословен период и посещават гроба му, за да се молят да им помогне срещу подтисничеството на неговите наследници.